# هل هله کوسه
هَل هَلِه کوسه
هل هله کوسه یا مراسم طلب باران یکی از آیین‌های نمایشی در میان بختیاری هاست.

## هل هل کوسه
هل هل کوسه همان مراسم کوسه گردانی است که در فصل کم بارانی و شب هنگام انجام می‌شود. این مراسم توسط مردان اجرا می گردد. انجام مراسم هل هل کوسه یا کوسه گردانی، نشانه ای از غلبهٔ مردم بر خشکسالی است.

## اجرای مراسم
یک نفر را که معمولاً در تمام مراسم کوسه گردانی سابقهٔ زیادی دارد، به عنوان کوسه انتخاب کرده ، به شکل دیوی آراسته، صورت او را سیاه نموده، دو شاخ برسر او نصب نموده، بر تن او لباسی کریه  پوشانده و زنگولهٔ بزرگی به گردن او آویزان می‌کنند. سپس درحالی که تعداری ازمردان و جوانان کوسه را در پیش دارند، به درب منازل و چادرها می روند. در مسیر راه و سیاهی شب، این آواز را همراه با سروصدای زنگوله که توسط کوسه نواخته می‌شود می خوانند :
هَل هَل هَلونَه
خدا بزن بارونَه
خدا بزن تو بارون
سی دِلِ گله دارون
خدا بزن تو بارون
زِ راستِ غله دارون
اهل خانه با کاسه ای آرد، هدیهٔ دیگر یا پول جلو آمده و و آن را به گروه می دهند که بیشتر مواقع، هدیه کاسه ای آرد است. هدایا را در کیسه ای که بردوش یکی از همراهان است می ریزند. در همین فاصله یکی از اعضای خانواده، گروه را غافلگیر کرده و کاسه ای آب به روی آن‌ها می پاشد.

## درخواست باران
پس از این که همهٔ خانه‌ها را سرزدند، از آرد جمع آوری شده نان بزرگی که دارای قطر قابل ملاحظه ای است می پزند. در درون خمیر گرده قبل از پختن یک دانه مهرهٔ قرمز رنگ فروبرده به طوری که طبخ کننده نیز از این عمل یعنی قرار دادن مهره، بی اطلاع است. پش از پخته شدن، نان را بین اعضا تقسیم کرده، مهرهٔ قرمز در نان سهم هرکسی پیدا شد، به صورت نمایشی و نمادین شروع به کتک زدن او می‌کنند تا آن که شخصی از ریش سفیدان ضمانت می‌کند. ضامن بعد از خواندن نماز و دعا از خداوند می‌خواهد که او را در مقابل این جمعیت روسفید نموده و باران رحمتش را عطا فرماید. نخستین بار توسط شادروان ولی محمدی علاسوند از موسسان سینمای جوان، در دههٔ ۱۳۵۰ از انجام مراسم هل هل کوسه، یک فیلم مستند ساخته شد.

## دعای باران
دعای باران یا داباران نیز همانند هل هله کوسه اجرا می‌شود با این تفاوت که دعای باران بیشتر توسط زنان و کودکان اجرا می‌شود. آیین دعای باران در بعضی ممالک شرقی جهان از جمله کشور هندوستان نیز انجام می‌شود.